# キイロテントウ
キイロテントウ（Kiiro koebelei）は、コウチュウ目テントウムシ科に分類される菌食性の昆虫である。

## 分布
日本を模式産地とし、本州以南から南西諸島、朝鮮半島、中国、台湾、フィリピンにかけて分布する。

## 形態

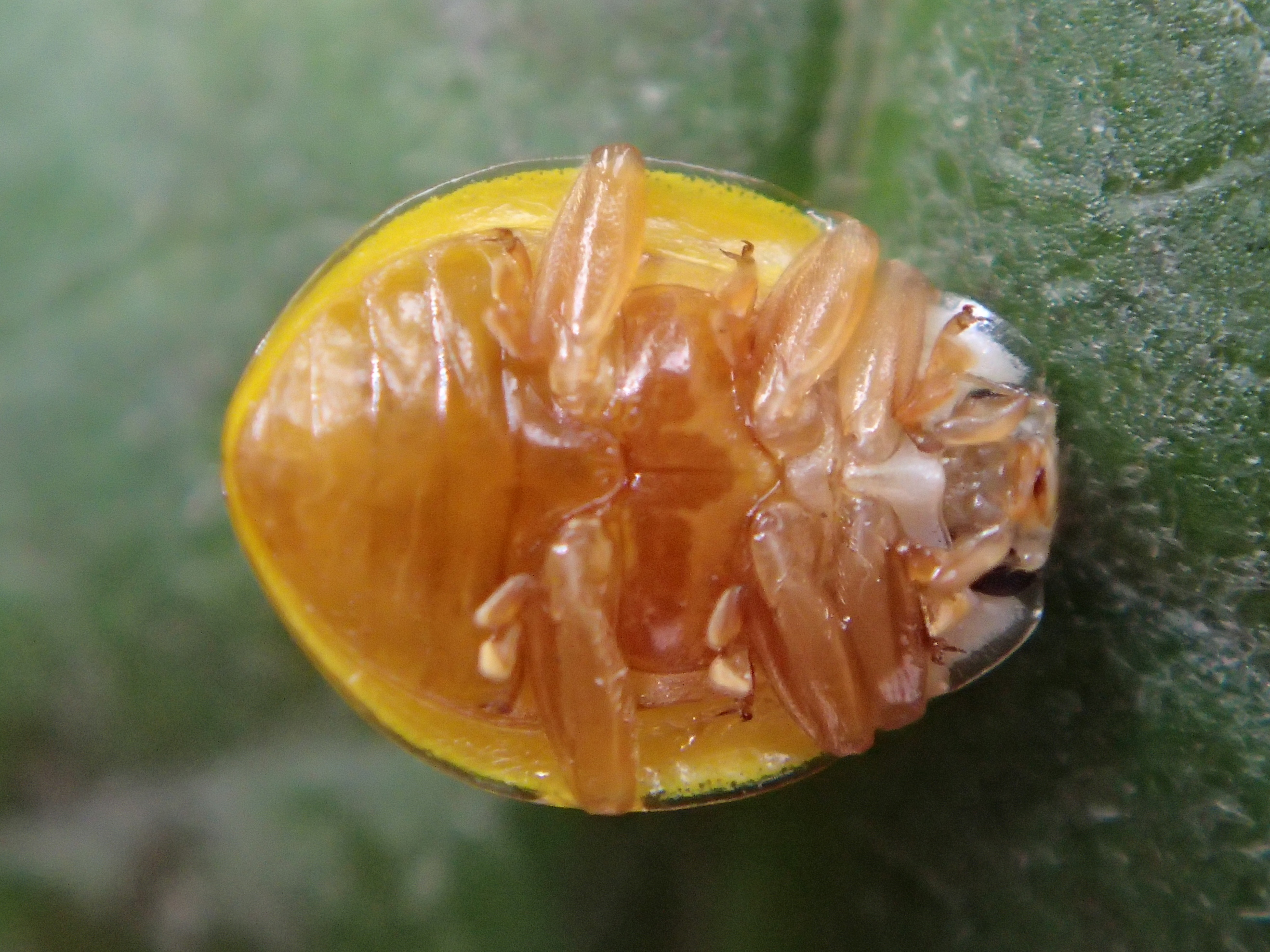
腹側

体長3.5–5.1ミリメートルで、鞘翅は鮮やかな黄色であり、斑紋がない。前胸背板は白く、左右一対の小さな黒点がある。奄美大島や沖縄本島の個体群では黒点が大きな黒紋となる。
幼虫の背面は淡黄色で黒い厚皮板がありシロホシテントウ類に似るが、中胸と後胸の厚皮板が横長となり一対ずつ並ぶ点で区別できる。

## 分類
以前はカビクイテントウ族Psylloboriniに分類されていたが、近年はテントウムシ族CoccinelliniあるいはHalyziini族とされる。原記載ではキイロテントウ属Illeisとされていたが、2014年にキイロテントウ属が細分化され、本種は新設されたKiiro属に移されている。
奄美大島産のものは亜種Kiiro koebelei amamiana  (Miyatake, 1959) とされ、同亜種は沖縄本島にも分布する。

## 生態

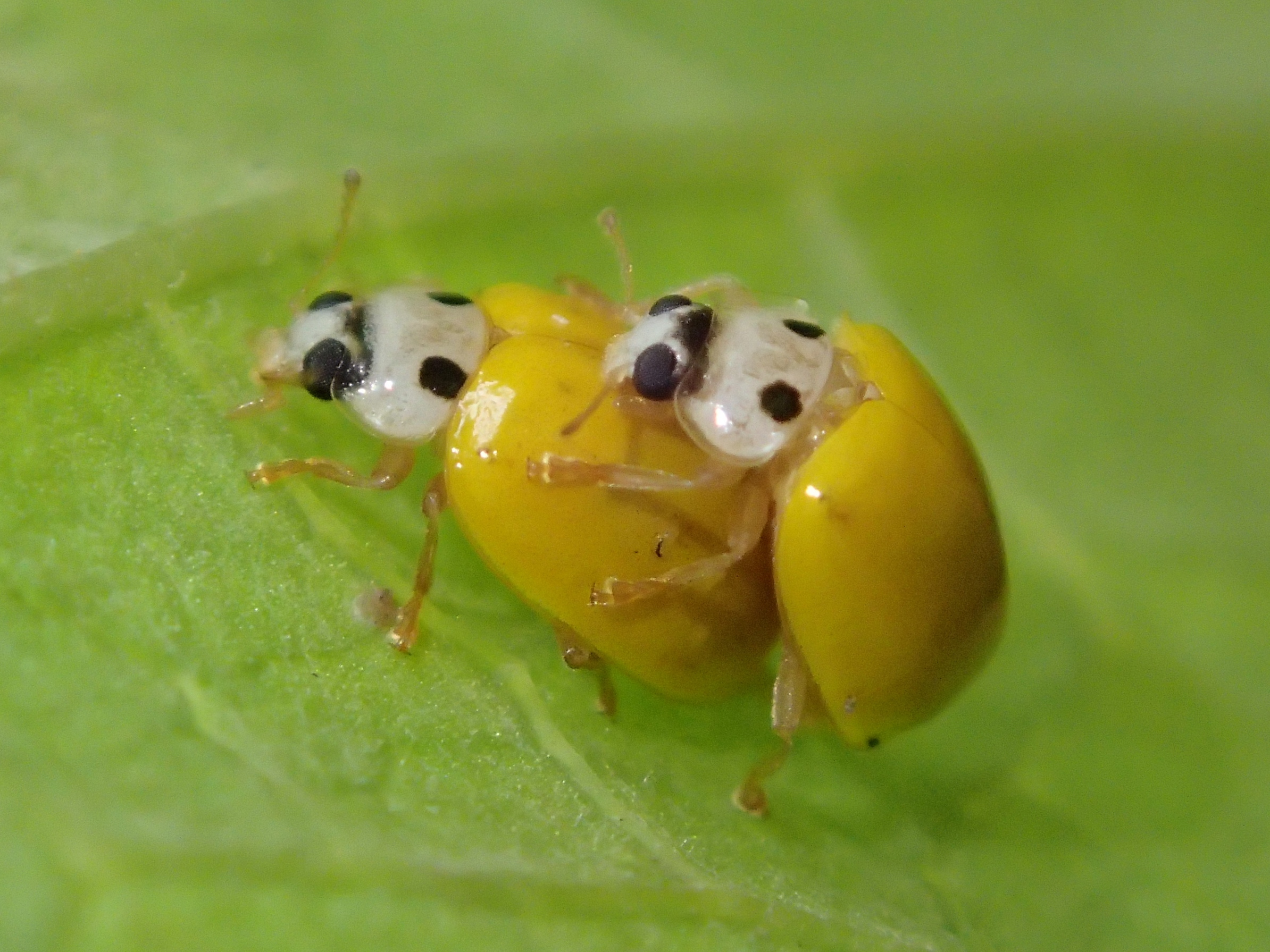
交尾

4月から11月にかけて出現する。葉に寄生するウドンコ菌を食べる益虫である。春季にノイバラやトキワサンザシ、ハナミズキ、秋季にヤマグワやキカラスウリなどの葉にいることが多く、餌となる菌類の発生に応じて宿主を変えると考えられている。利用する菌類として、Sphaerotheca属・Microtheca属・Phyllactinia属・Podosphaera属・Oidium属が知られている。摂取可能な菌類がない場合は、花粉などを代替餌として利用すると考えられている。
夏季を除く5月から11月にかけて繁殖するが、菌類の発生があれば夏季にも行うと考えられている。メスは葉の裏などに長さ1.02ミリメートルの卵塊を産み、卵は平均3.9日で孵化する。孵化から1–4齢幼虫・蛹の期間を経て、およそ20日で成虫になる。非越冬個体における成虫の生存期間は平均37.7日。冬季には出現しなくなり、成虫は翌年の4–5月まで越冬する。